# Amt Burbach

Amt Burbach im Kreis Siegen

Amtsgliederung

Das Amt Burbach war ein  Amt im Kreis Siegen in der preußischen Provinz Westfalen und in Nordrhein-Westfalen. Es verwaltete bis zum 31. Dezember 1968 ein Gebiet mit zuletzt 15 eigenständigen Gemeinden.

## Geschichte
Das Gebiet des späteren Amtes Burbach, bestehend aus dem Freien Grund und dem Hickengrund, wurde 1815/16 im Tausch gegen andere Gebiete vom Herzogtum Nassau an Preußen abgetreten und mit Wirkung vom 20. Mai 1816 dem neuen Kreis Siegen zugeteilt. Dort wurden die drei Bürgermeistereien Burbach, Dresselndorf und Neunkirchen eingerichtet.
Im Rahmen der Einführung der Landgemeindeordnung von 1841 für die Provinz Westfalen wurden 1843 aus den drei Bürgermeistereien die Ämter Burbach, Dresselndorf und Neunkirchen gebildet.
Bereits kurze Zeit später im Jahre 1844 wurden die drei Ämter Burbach, Dresselndorf und Neunkirchen zu einem neuen Amt Burbach zusammengeschlossen.
Am 1. Juli 1894 wechselte die Gemeinde Wilden in das Amt Wilnsdorf. Zum 1. Dezember 1885 hatte das Amt Burbach eine Fläche von 125,7 km², auf der 11.068 Einwohner lebten.
In den 1960er Jahren leisteten die Neunkirchener Gemeinden Widerstand gegen eine geplante Großgemeinde Burbach. Durch das Zweite Gesetz zur Neugliederung des Landkreises Siegen wurde das Amt Burbach zum 1. Januar 1969 aufgelöst und in zwei Gemeinden aufgeteilt:
- Burbach, Gilsbach, Holzhausen, Lippe, Lützeln, Niederdresselndorf, Oberdresselndorf, Wahlbach und Würgendorf wurden zu einer neuen Gemeinde Burbach zusammengeschlossen
- Altenseelbach, Neunkirchen, Salchendorf, Struthütten, Wiederstein und Zeppenfeld wurden zu einer neuen Gemeinde Neunkirchen zusammengeschlossen.

## Gemeinden
1. Altenseelbach (1843/44 Amt Neunkirchen)
2. Burbach
3. Gilsbach
4. Holzhausen (1843/44 Amt Dresselndorf)
5. Lippe
6. Lützeln (1843/44 Amt Dresselndorf)
7. Neunkirchen (1843/44 Amt Neunkirchen)
8. Niederdresselndorf (1843/44 Amt Dresselndorf)
9. Oberdresselndorf (1843/44 Amt Dresselndorf)
10. Salchendorf (1843/44 Amt Neunkirchen)
11. Struthütten (1843/44 Amt Neunkirchen)
12. Wahlbach
13. Wiederstein (1843/44 Amt Neunkirchen)
14. Wilden (1895 zum Amt Wilnsdorf)
15. Würgendorf
16. Zeppenfeld (1843/44 Amt Neunkirchen)

## Wappen
| Wappen des ehemaligen Amtes Burbach, Kreis Siegen | Blasonierung: „Von Gold (Gelb) und Blau erhöht geteilt; im oberen Feld hervorbrechend ein goldener (gelber) rotbewehrter und gezungter, von sieben Schindeln begleiteter Löwe, im unteren drei 2:1 gestellte bewurzelte grüne Lindenbäume.“ |
| Wappen des ehemaligen Amtes Burbach, Kreis Siegen | Wappenbegründung: Das Wappen wurde am 17. August 1937 vom Oberpräsidenten der Provinz Westfalen genehmigt. Der nassauische Löwe umgeben von Schindeln sowie die Farben Blau und Gold entstammen dem Wappen des Hauses Nassau, frühere Landesherren über das Amtsgebiet. Die Rauten entstammen dem Wappen der Herren von Selbach, deren Burg sich im Amtsgebiet befand. |

## Einwohnerzahlen
Die Einwohnerzahlen des Amtes Burbach, inklusive der erst 1844 hinzugefügten Ämter Neunkirchen und Dresselndorf:
| Gemeinde           | 1818  | 1885   | 1895   | 1905   | 1939   | 1950   | 1967   |
| ------------------ | ----- | ------ | ------ | ------ | ------ | ------ | ------ |
| Altenseelbach      | 394   | 982    | 993    | 1.135  | 1.156  | 1.454  | 1.606  |
| Burbach            | 574   | 888    | 900    | 1.072  | 1.456  | 2.164  | 3.452  |
| Gilsbach           | 305   | 428    | 422    | 472    | 498    | 622    | 591    |
| Holzhausen         | 773   | 883    | 809    | 903    | 999    | 1.252  | 1.737  |
| Lippe              | 218   | 409    | 427    | 526    | 454    | 509    | 489    |
| Lützeln            | 250   | 282    | 349    | 363    | 451    | 556    | 730    |
| Neunkirchen        | 493   | 1.404  | 1.565  | 2.094  | 2.429  | 3.134  | 3.987  |
| Niederdresselndorf | 386   | 572    | 629    | 634    | 883    | 1.157  | 1.486  |
| Oberdresselndorf   | 243   | 313    | 342    | 401    | 512    | 622    | 810    |
| Salchendorf        | 481   | 986    | 1.082  | 1.422  | 1.568  | 2.160  | 3.195  |
| Struthütten        | 263   | 949    | 915    | 1.211  | 1.296  | 1.629  | 2.033  |
| Wahlbach           | 473   | 823    | 827    | 923    | 1.153  | 1.568  | 1.871  |
| Wiederstein        | 202   | 403    | 376    | 383    | 415    | 564    | 691    |
| Wilden             | 352   | 587    | –      | –      | –      | –      | –      |
| Würgendorf         | 327   | 418    | 443    | 519    | 773    | 1.097  | 1.400  |
| Zeppenfeld         | 450   | 740    | 767    | 899    | 979    | 1.211  | 1.626  |
| Gesamt             | 6.184 | 11.067 | 10.846 | 12.957 | 15.022 | 19.699 | 25.704 |